# Бондарев, Сергей Иванович
Серге́й Ива́нович Бо́ндарев (1872, с. Белый яр, Самарский уезд Самарской губернии — 1944, Москва) — преподаватель женской гимназии, депутат Государственной думы I созыва от Саратовской губернии.

## Биография
Из крестьян. Окончил Самарское городское 4-х классное училище, затем в 1893 году — Оренбургский учительский институт. Некоторое время работал учителем в уездном 4-х классном училище города Оса Пермской губернии. В 1903 году окончил физико-математический факультет Казанского университета. Преподавал математику в женской гимназии Вольска. Работал по организации кружков самообразования среди интеллигенции и учащихся. 20 октября 1905 года, во время разгона демонстрации учащихся гимназий Вольска, Бондарев вступился за избиваемых черносотенцами учениц и был ими жестоко избит. Политическая позиция в 1905 г. — внепартийный социалист. По взглядам близок к социал-демократам, но расходился с ними по аграрному вопросу.
14 апреля 1906 г. избран в Государственную думу I созыва от общего состава выборщиков Саратовского губернского избирательного собрания. В думе он стал одним из создателей и лидеров Трудовой группы. Был членом её временного и постоянного комитетов, членом ряда думских комиссий: для составления проекта ответного адреса, финансовой. Подписал социально-революционный аграрный законопроект (проект «33-х»), законопроекты: «О гражданском равенстве», «Об образовании комиссии по расследованию преступлений должностных лиц», «Об образовании местных аграрных комитетов». Выступал по вопросам об ответном адресе на тронную речь, отстаивая более радикальные предложения трудовиков по этому поводу, о закрытии газет, о гражданском равенстве. Выступая об аграрном проекте «33-х» (всего 8 раз), активно отстаивал аграрную программу трудовиков. От имени Трудовой группы внес поправки к докладу Комиссии 19-ти о порядке заведования Таврическим дворцом. Во время работы в Думе Бондарев был редактором и деятельным сотрудником «Известий крестьянских депутатов», после их закрытия редактором заменивших их газет трудовиков в 1906 и в 1907 годах. В 1906 член редколлегии социально-революционной легальной газеты «Мысль». С 1907 член Центрального комитета Трудовой группы.
9—10 июля 1906 года Бондарев вместе с прочими был в Выборге, принимал участие в выработке «Выборгского воззвания» и подписал его. В декабре 1907 года осужден по ст. 129, ч. 1, п. п. 51 и 3 Уголовного Уложения, приговорен к трём месяцам тюрьмы и лишен права быть избранным впредь. За «Известия крестьянских депутатов» приговорен в 1907 г. Санкт-петербургской судебной палатой к году крепости по обвинению в оскорблении императора и призыве к бунту. Этим сроком был поглощён был трехмесячный срок за Выборгское воззвание.
В дальнейшем занимался журналистикой, работал в кооперации, в том числе в пропагандистском отделе секретариата Московского союза потребительских обществ, сотрудничал в его изданиях (журналы «Союз потребителей», «Общее дело», «Объединение»), выступал с лекциями по вопросам истории, теории и практики кооперации. Автор ряда брошюр по истории Трудовой группы.
В 1911 г. издал «Сборник арифметических задач» (ч. 1 и 2; для начальных школ).
С 1916 года в г. Перми, тогда же стал председателем «Союза потребительских обществ Северо-Восточного района» (г. Пермь).
После Февральской революции 1917 года — председатель Пермского городского комитета партии эсеров. Член Особого правительственного совещания по разработке Положения о выборах в Учредительное Собрание.
5 марта 1917 года избран председателем Комитета общественной безопасности Пермской губернии.
С 12 марта 1917 года — член Временного Пермского комитета Партии социалистов-революционеров.
С 29 марта 1917 года — гласный Пермской городской думы.
С 18 апреля 1917 года — член Исполнительного Комитета Крестьянского союза Пермского уезда.
15 марта 1917 года избран председателем Пермского губернского Крестьянского союза.
23 марта года избран членом Пермского губернского комиссариата Временного правительства от Комитета общественной безопасности Пермской губернии.
С апреля 1917 — председатель Пермского губернского земельного комитета, участвовал в создании Пермского губернского Совета крестьянских депутатов, стал его председателем. Благодаря усилиям Бондарева Совет крестьянских депутатов поддержал линию партии эсеров.
В июне 1917 года работал в г. Петрограде от лица кооператоров России в Особом Совещании при Временном правительстве по выработке закона об Учредительном Собрании.
3 сентября 1917 года избран председателем Пермской городской думы (до марта 1918 года).
В ноябре 1917 года избран членом Всероссийского Учредительного Собрания по Пермскому округу, список № 2 (эсеры и Совет крестьянских депутатов).
5 января 1918 года участник заседания Учредительного Собрания.
После роспуска городской думы (март 1918 года) — председатель правления «Союза потребительских обществ Северо-Восточного района».
В 1918 член Комуча.
В 1920—1930 годы кооператор, занимался вопросами сельского хозяйства и производственной кооперации, преподавал математику на кооперативных курсах в Москве.

## Произведения
- Об условиях, определивших тактику Трудовой группы в Первой Государственной думе // Народно-социалистическая библиотека. СПб., 1907. В. 1;
- Тактика Трудовой группы. Роспуск Первой Государственной думы. СПб., 1907 (в соавторстве с И. И. Субботиным);
- Арифметический задачник для первоначального обучения арифметике. Ч. 1. Численные примеры и задачи в пределе 100. М.: Типография Т-ва И. Д. Сытина, 1911. 116 с.
- Арифметический задачник для первоначального обучения арифметике. Ч. 2. Численные примеры и задачи в пределе 1000, чисел любой величины, именование числа и простейшие дроби. М.: Типография Т-ва И. Д. Сытина, 1911. 140 с.
- Частная торговля и потребительская лавка. М, 1917;
- Для чего потребительским обществам нужны союзы. М, 1925.